# Epania fustis
Epania fustis là một loài bọ cánh cứng trong họ Cerambycidae.